# Kelleli
Kelleli est un site de l’âge du bronze (2500-1200 av. J.C.) de la civilisation de l'Oxus à 40 km au nord-ouest de Gonur, dans l’actuel Turkménistan. Il comprend Kelleli 3 (4 hectares) and Kelleli 4 (3 hectares).